# 23:59
23:59 är ett musikalbum av Veni Domine och släpptes 2006

## Låtlista
1. Like I’m Crucified
2. Shine
3. Patience, Recive
4. Electrical Heaven
5. Valley of the Visions
6. Living Sequence
7. Burdens
8. Die Another Day
9. Brothers
10. Hyper Sober Nature
11. The Frozen